# Alberto Magno
Alberto Magno di Bollstädt, detto Doctor Universalis, conosciuto anche come Alberto il Grande o Alberto di Colonia (Lauingen, tra il 1193 e il 1206 – Colonia, 15 novembre 1280), è stato un vescovo cattolico, scrittore e filosofo tedesco appartenente all'ordine domenicano. È considerato il più grande filosofo e teologo tedesco del Medioevo sia per la sua grande erudizione che per il suo impegno nel tenere distinto l'ambito filosofico da quello teologico. Fu perfetto conoscitore delle scienze greche, latine e arabe. Tra le discipline di cui è stato grande studioso ci sono la logica, la fisica, l'astronomia, la biologia, la botanica, la zoologia, la mineralogia, la chimica, oltre che le discipline filosofiche. Egli ha consentito all'Occidente, come fecero anche Severino Boezio e Giacomo da Venezia, di penetrare nei testi di Aristotele. Fu, inoltre, il maestro di Tommaso d'Aquino. Fortemente influenzato dall'agostinismo platonizzante che dominava all'Università di Parigi, realizzò la prima rielaborazione della Rivelazione cristiana alla luce della filosofia peripatetica, aprendo la via alla sintesi tomista. La Chiesa cattolica lo venera come santo protettore degli scienziati e dottore della Chiesa.

## Biografia

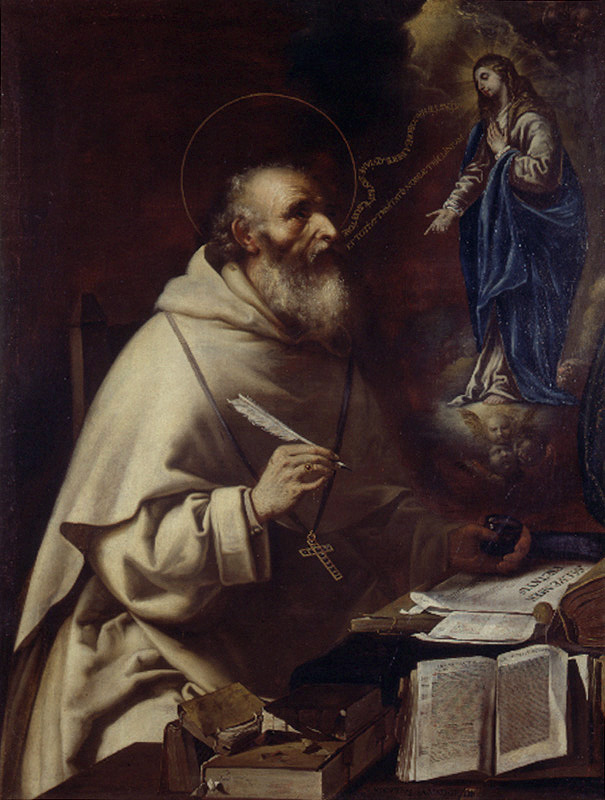
Vicente Salvador Gómez, La Vergine Maria appare a sant'Alberto Magno, 1660, Museo delle belle arti di Valenza (Spagna).

Alberto, figlio minore del Conte di Bollstädt, nacque a Lauingen (Svevia) ma l'anno di nascita non è esattamente conosciuto: alcuni sostengono nel 1205, altri nel 1206; molti storici inoltre indicano il 1193. Nulla di certo è poi noto circa la sua istruzione iniziale, se sia stata ricevuta in casa o in una scuola del circondario. Da giovane fu mandato a proseguire i suoi studi presso l'Università di Padova, città scelta sia perché vi risiedeva un suo zio, sia perché Padova era famosa per la sua cultura delle arti liberali, per le quali il giovane svevo aveva una speciale predilezione. Anche la data di questo viaggio a Padova non può essere determinata con precisione. Nell'anno 1223, mentre studiava filosofia a Padova, dopo aver ascoltato i sermoni del beato Giordano di Sassonia, secondo maestro generale dell'Ordine dei predicatori, decise di entrare nel medesimo Ordine religioso.
Gli storici non riportano se gli studi di Alberto continuarono a Padova, Bologna, Parigi, o Colonia. Comunque, dopo averli completati, insegnò teologia a Hildesheim, Friburgo, Ratisbona, Strasburgo e Colonia. Si trovava nel convento di Colonia, intento nello studio del Liber Sententiarum di Pietro Lombardo, quando, nel 1240, gli fu ordinato di recarsi a Parigi. Qui si laureò all'università, che più di ogni altra veniva celebrata come scuola di teologia. Nel 1245 ca, in questa università, fu il primo domenicano ad essere eletto maestro di teologia. Undici anni dopo san Tommaso sarebbe succeduto in questa cattedra.
Durante il viaggio da Colonia e Parigi ebbe tra i suoi ascoltatori Tommaso d'Aquino, un giovane silenzioso e riflessivo, del quale riconobbe il genio ed a cui predisse la futura grandezza. Il nuovo discepolo accompagnò il suo maestro a Parigi e nel 1248 tornò con lui al nuovo Studium Generale di Colonia, del quale Alberto era stato nominato Rettore, mentre Tommaso divenne secondo professore e Magister Studentium.
Al Capitolo Generale dei Domenicani tenutosi a Valenciennes nel 1250, insieme a Tommaso d'Aquino ed a Pietro di Tarantasia (futuro papa Innocenzo V), elaborò le norme per la direzione degli studi e per la determinazione del sistema di meriti all'interno dell'ordine. Quindi, nel 1254, fu eletto provinciale per la Germania, incarico difficile, che ricoprì con efficienza e responsabilità. Nel 1256 si recò a Roma per difendere gli ordini mendicanti dagli attacchi di Guglielmo di Saint-Amour, il cui libro, De novissimis temporum periculis, fu condannato da papa Alessandro IV il 5 ottobre 1256. Durante la sua permanenza nell'Urbe, Alberto ricoprì l'ufficio di maestro del Sacro Palazzo (istituito ai tempi di Domenico di Guzmán) e colse l'occasione per commentare il Vangelo secondo Giovanni. Nel 1257, però, per dedicarsi allo studio ed all'insegnamento, rassegnò le dimissioni dall'ufficio di provinciale.
Nell'anno 1260 fu consacrato vescovo di Ratisbona.
Umberto di Romans, maestro generale dei Domenicani, temendo di perdere i servigi di Alberto, tuttavia, cercò di impedirne la nomina, ma fallì. Alberto, infatti, governò la diocesi fino al 1262 quando, dopo che furono accettate le sue dimissioni, riprese volontariamente l'ufficio di professore presso lo Studium di Colonia. Nel 1270 inviò una memoria a Tommaso, che si trovava a Parigi, per aiutarlo nella disputa con Sigieri da Brabante e gli averroisti. Questo fu il suo secondo trattato contro il filosofo arabo (il primo fu scritto nel 1256 con il titolo De Unitate intellectus Contra Averroem). Nel 1274 fu invitato da papa Gregorio X a partecipare ai lavori del secondo Concilio di Lione, alle cui conclusioni prese parte attiva. L'annuncio della morte di Tommaso a Fossanova, durante il viaggio che aveva intrapreso per partecipare ai lavori del Concilio, fu un duro colpo per Alberto, che lo commentò dichiarando che "La luce della Chiesa" si era estinta.
Il suo antico spirito e vigore tornarono a galla nel 1277, quando fu annunciato che l'arcivescovo di Parigi Étienne Tempier ed altri volevano condannare gli scritti di Tommaso perché li consideravano poco ortodossi. Per tale motivo si mise in viaggio alla volta di Parigi, deciso a difendere la memoria del suo discepolo. Qualche tempo dopo, nel 1278 (anno in cui scrisse il suo testamento) ebbe dei vuoti di memoria; la sua forte mente a poco a poco si offuscò e si narra che abbia trascorso la fase terminale della sua esistenza nel più totale isolamento, amareggiato per un notevole cedimento della memoria manifestatosi nel corso di un incontro pubblico. Il suo corpo fiaccato da una vita austera di privazioni e di lavoro cedette sotto il peso degli anni e morì nel 1280. Fu sepolto nella chiesa parrocchiale di sant'Andrea a Colonia.

## Fonti biografiche
Fra le principali fonti biografiche si ricordano: tra le prime fonti storiche, Heinrich von Herford e Luigi di Valladolid e, in tempi moderni, lo studio di James A. Weisheipl (1980),  che ricostruisce la vita e le opere di Alberto Magno tenendo conto di tutte le biografie precedenti e ne colloca la data di nascita intorno al 1200.

## Culto
Fu beatificato da papa Gregorio XV nel 1622; la sua memoria ricorre il 15 novembre. Nel settembre 1872, i vescovi tedeschi, riuniti a Fulda, inviarono alla Santa Sede una petizione per la sua canonizzazione. 
Alberto fu proclamato santo da papa Pio XI nel 1931. Lo stesso papa, in occasione della canonizzazione, lo proclamò dottore della Chiesa. Dieci anni più tardi, papa Pio XII lo dichiarò patrono dei cultori delle scienze naturali.

## Opere

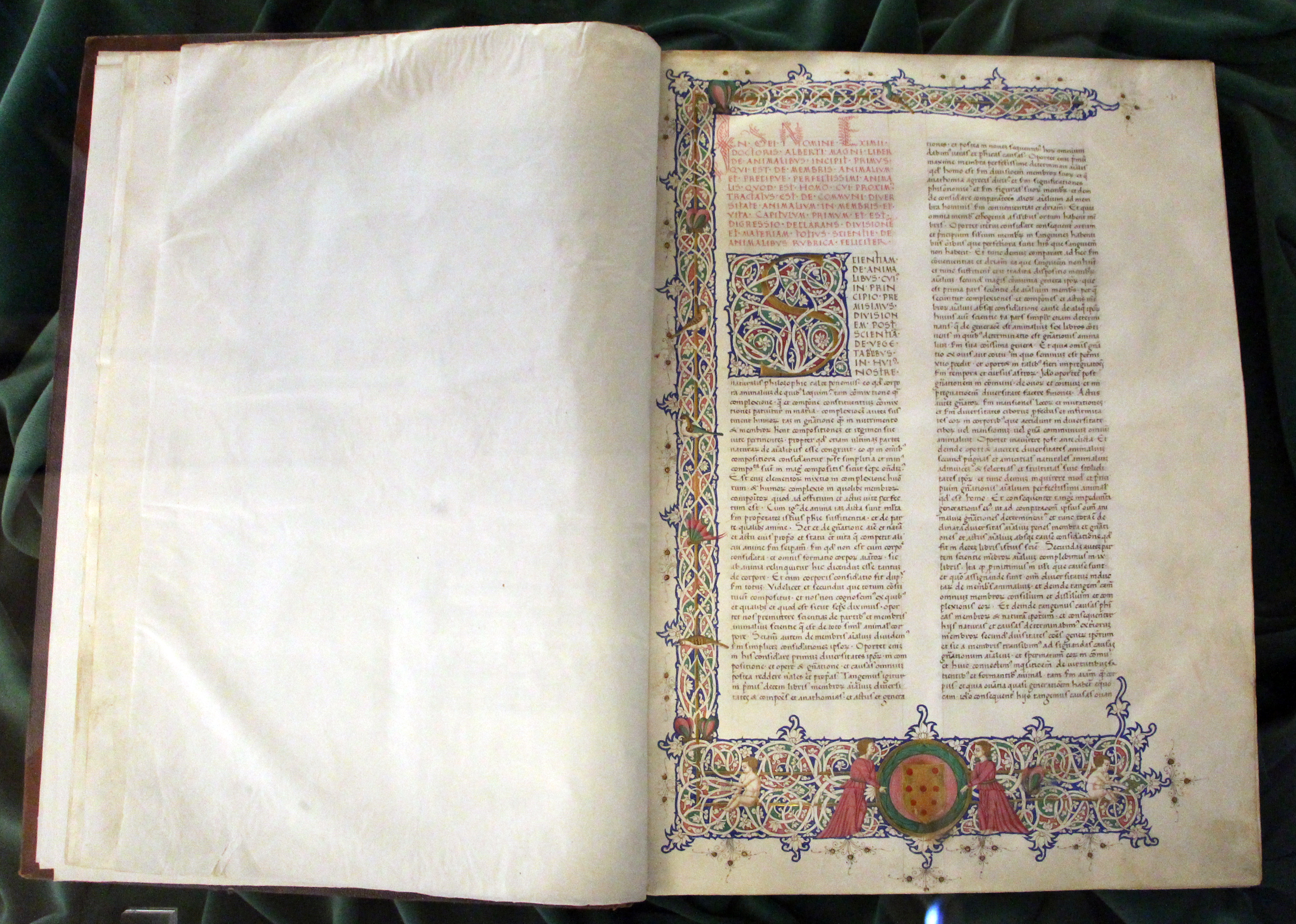
De animalibus (1450-1500 ca., cod. fiesolano 67, Biblioteca Medicea Laurenziana)

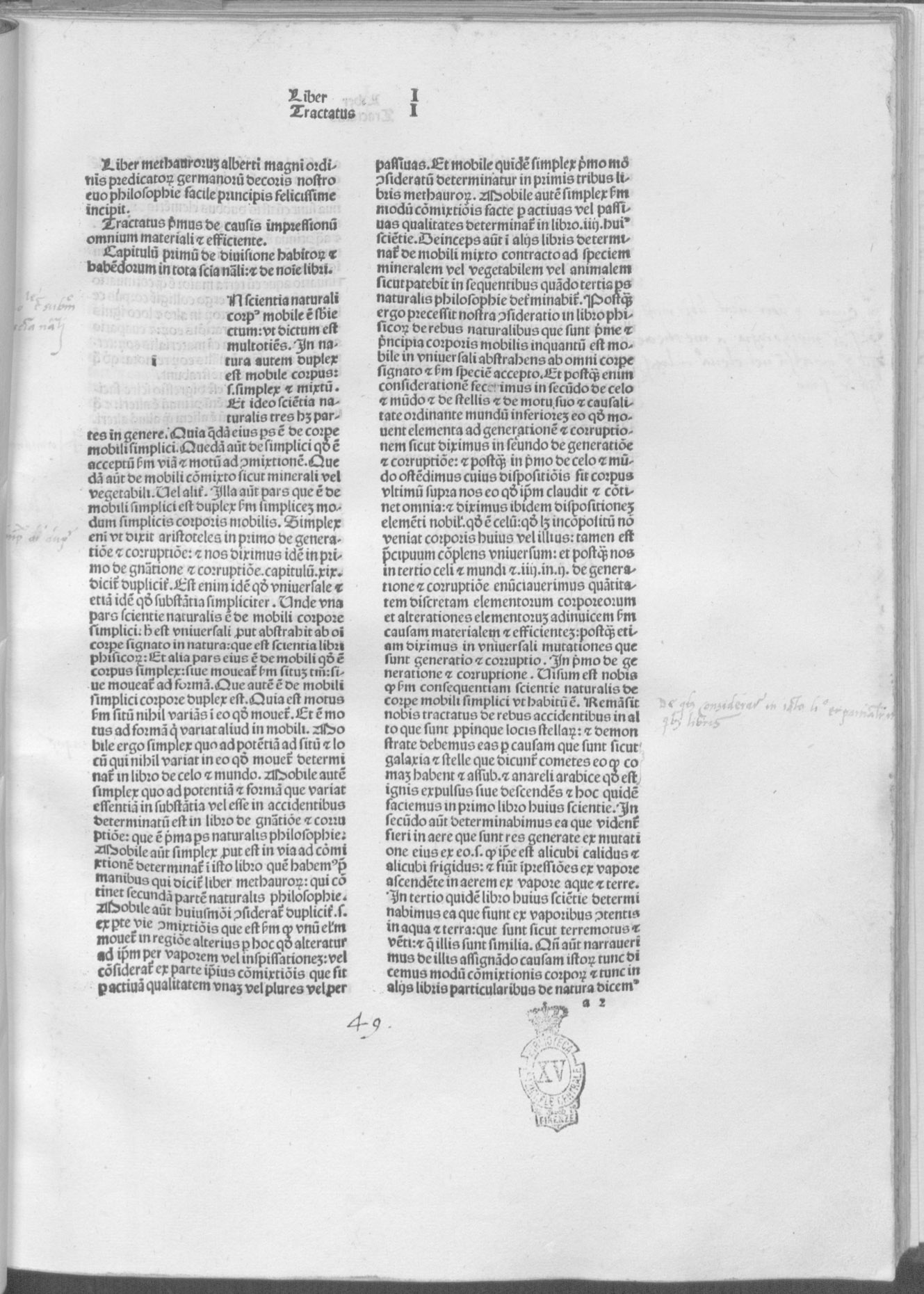
De meteoris, 1488

Sono state pubblicate due edizioni dell'Opera Omnia di Alberto, la prima a Lione in 21 volumi, edita nel 1651 a cura di Padre Pietro Jammy, O.P.; l'altra a in 38 volumi, edita a Parigi (Louis Vivès) nel 1890-99, sotto la direzione dell'Abate Auguste Borgnet dell'Arcidiocesi di Reims.
Una nuova edizione critica (Editio Coloniensis) è in corso di pubblicazione a cura dell'Albertus-Magnus-Institut; sono previsti 41 volumi, di cui 29 sono già stati pubblicati.
La cronologia delle opere fu stilata da Paul von Loë nella sua Analecta Bollandiana (De Vita et scriptis B. Alb. Mag., XIX, XX e XXI). La sequenza logica, invece, fu estrapolata da Padre Mandonnet, O.P., nel Dictionnaire de théologie catholique. L'elenco che segue indica gli argomenti dei vari trattati, i numeri si riferiscono ai volumi dell'edizione Borgnet.
- Logica:
  - Vol. 1:
  - Super Porphyrium De V universalibus
  - De praedicamentis
  - De sex principiis
  - Peri hermeneias
  - Analytica priora
  - Vol. 2:
  - Analytica posteriora
  - Topica
  - De sophisticis elenchis
- Scienze fisiche:
  - Physicorum (3);
  - De Coelo et Mundo ("Il cielo e il mondo") (4);
  - De Generatione et Corruptione ("La generazione e la corruzione") (4);
  - (LA) De meteoris, Venezia, Raynaldus da Nimwegen, 1488.;
  - De Mineralibus ("I minerali") (5);
  - De Natura locorum (9);
  - De passionibus aeris (9).
- Biologia:
  - De vegetabilibus et plantis ("I vegetali e le piante") (10);
  - (LA) De animalibus, Venezia, Ottaviano Scoto, 1519.;
  - De motibus animalium ("I moti degli animali") (9);
  - De nutrimento et nutribili ("Il nutrimento e il nutribile") (5);
  - De aetate ("L'età") (9);
  - De morte et vita ("La morte e la vita") (9);
  - De spiritu et respiratione ("Lo spirito e la respirazione") (9).
- Psicologia:
  - De Anima ("L'anima") (5);
  - De sensu et sensato ("Il senso e il sensato") (5);
  - De Memoria, et reminiscentia (5);
  - De somno et vigilia (5);
  - De natura et origine animae (5);
  - De intellectu et intelligibili ("L'intelletto e l'intelligibile") (5);
  - De unitate intellectus contra Averroistas ("L'unità dell'intelletto contro gli Averroisti") (9).
- Philosophia pauperum ("Filosofia dei poveri") (21):
  - Morale e Politica:
    - Ethicorum (7);
    - Politicorum (8).

  - Metafisica:
    - Metaphysicorum ("Metafisica") (6);
    - De causis et processu universitatis (10).

  - Teologia:
    - Commentario su Dionigi l'Areopagita (14);
    - Commentario alle Sentenze di Pietro Lombardo (25-30);
    - Summa Theologiae (31-33);
    - Summa de creaturis (34-35);
    - De sacramento Eucharistiae ("Il sacramento dell'Eucaristia") (38);
    - Super evangelium missus est (37).

  - Esegesi:
    - Commentari sui Salmi e sui Profeti (15-19);
    - Commentari sui Vangeli (20-24);
    - Sull'Apocalisse (38).

  - Sermoni:
    - De quindecim problematibus ("Su quindici problemi"), edito dal Mandonnet nel suo Siger de Brabant (Friburgo, 1899).

Opere dubbie e spurie:
I volumi 13, 15, 16, 17, 36 e 37 dell'edizione Borgnet contengono solo opere non autentiche.
- De apprehensione (5);
- Speculum astronomiae ("Specchio di astronomia") (5);
- De alchimia (38);
- Scriptum super arborem Aristotelis (38);
- Paradisus animae (37);
- Liber de Adhaerendo Deo ("Il dover accostarsi a Dio") (37);
- De Laudibus Beatae Virginis (36);
- Biblia Mariana (37);
- Compendium theologicae veritatis ("Compendio della verità teologica");
- De causis et proprietatibus elementorum ("Le cause e le proprietà degli elementi");
- De erroribus philosophorum ("Gli errori dei filosofi");
- De fato ("Il fato");
- De lapidibus ("Le pietre");
- De praedicabilibus ("Le cose lodevoli");
- De praedicamentis ("Le categorie");
- In categorias Aristotelis ("Nelle categorie di Aristotele");
- Super geometriam Euclidis ("Sulla geometria di Euclide").

## Influenza di Alberto sui contemporanei e sui posteri
L'influenza esercitata da Alberto sugli studiosi dei suoi tempi e su quelli degli anni seguenti fu, naturalmente, molto grande. La sua fama è dovuta in parte al fatto che fu il precursore, la guida ed il maestro di Tommaso d'Aquino, ma sicuramente è stato grande anche di per sé. È interessante notare come questo frate medioevale in mezzo ai suoi molti doveri di religioso, come provinciale del suo ordine, come vescovo e legato pontificio, come predicatore di una crociata, pur effettuando molti faticosi viaggi tra Colonia, Parigi e Roma e frequenti escursioni in varie parti della Germania, abbia potuto essere in grado di comporre una vera enciclopedia, contenente trattati scientifici su quasi ogni argomento dello scibile umano, mostrando una conoscenza della natura e della teologia che sorprese i suoi contemporanei, e ancora suscita l'ammirazione dei dotti dei nostri tempi. Fu, realmente, un Doctor Universalis. Di lui, i critici moderni hanno scritto: «Sia che lo consideriamo un teologo o un filosofo, Alberto è stato sicuramente, uno dei più straordinari uomini della sua età; si potrebbe dire, uno dei più meravigliosi uomini di genio che sono apparsi in passato» (Jourdain, Recherches Critiques).

### Alberto e le scienze sperimentali
Non sorprende che Alberto si fosse basato sulle fonti di informazioni che esistevano ai suoi tempi, in particolare sugli scritti scientifici di Aristotele. Tuttavia egli diceva: «L'obiettivo delle scienze naturali non è semplicemente accettare le dichiarazioni [narrata] degli altri, ma investigare le cause che sono all'opera in natura». Nel suo trattato sulle piante affermò il principio: Experimentum solum certificat in talibus (L'esperimento è l'unica guida sicura in tali indagini). Profondamente versato come era in teologia, egli dichiarava: «Nello studiare la natura non abbiamo a indagare come Dio Creatore può usare le sue creature per compiere miracoli e così manifestare la sua potenza: abbiamo piuttosto a indagare come la Natura con le sue cause immanenti possa esistere.
Anche se sulle scienze naturali preferiva Aristotele a Agostino d'Ippona, egli non esitava a criticare il filosofo greco. «Chiunque creda che Aristotele fosse un dio, deve anche credere che non commise alcun errore. Ma se si crede che Aristotele sia stato un uomo, allora è stato certamente passibile di errori, così come lo siamo noi.». In realtà Alberto dedicò un lungo capitolo a ciò che egli definiva "gli errori di Aristotele". In una parola, il suo apprezzamento per Aristotele era critico. Egli merita credito non solo per aver portato l'insegnamento scientifico del filosofo greco all'attenzione degli studiosi medievali, ma anche per aver indicato il metodo e lo spirito in cui tale insegnamento doveva essere recepito.
Come il suo contemporaneo Ruggero Bacone Alberto fu un infaticabile studioso della natura ed applicò la stessa energia allo studio delle scienze sperimentali, con tale zelo che fu accusato di trascurare le scienze sacre. In realtà, circolarono molte leggende che gli attribuivano poteri magici. Joachim Sighart ha esaminato queste leggende, e si è sforzato di recuperare la verità da storie false o esagerate. Altri biografi si sono accontentati del fatto che la versatilità di Alberto nelle scienze fisiche poteva essere stato il fondamento su cui si basavano tali storie. La verità, naturalmente, si trova tra i due estremi. Alberto coltivò assiduamente le scienze naturali; era un'autorità nella fisica, in geografia, in astronomia, mineralogia, zoologia, fisiologia e chimica (alchimia), dove isolò per la prima volta come metallo l'arsenico, nel 1250. In tutti questi soggetti la sua erudizione era vasta e molte delle sue osservazioni sono tuttora valide.
Ernst H. F. Meyer scriveva: «Nessun botanico che sia vissuto prima di Alberto può essere paragonato a lui, tranne Teofrasto, che non conosceva; e dopo di lui nessuno ha dipinto la natura in tali vividi colori, o l'ha studiata così approfonditamente, fino all'arrivo di Conrad von Gesner, e Andrea Cesalpino. Tutti gli onori, dunque, vanno tributati all'uomo che ha fatto tali stupefacenti progressi nella scienza della natura, da non trovare nessuno, non che lo sopravanzi, ma che lo eguagli nei tre secoli successivi.»
L'elenco delle sue opere pubblicate è sufficiente a scagionarlo dall'accusa di trascurare la teologia e le Sacre Scritture. D'altro canto, egli espresse il suo disprezzo per tutto ciò che sapeva di incantesimo o di arte magica. Egli non ammise mai la possibilità di creare l'oro con l'alchimia o attraverso l'uso della pietra filosofale; ciò è evidente dalle sue parole:
(Alberto Magno, De Mineral. Lib. II, dist. 3)

Frontespizio del De animalibus

Ruggero Bacone e Alberto dimostrarono al mondo che la Chiesa non è contraria allo studio della natura: la scienza e la fede possono andare di pari passo; la loro vita ed i loro scritti sottolineano l'importanza della sperimentazione e dell'indagine. Bacone fu infaticabile e coraggioso nelle indagini, anche se, a volte, la sua critica fu troppo forte. Ma di Alberto disse: Studiosissimus erat, et vidit infinita, et habuit expensum, et ideo multa potuit colligere in pelago auctorum infinito. Alberto rispettava l'autorità e le tradizioni, era prudente nel proporre i risultati delle sue indagini e, di conseguenza: «...contribuì molto più di Bacone al progresso della scienza nel XIII secolo». Il suo metodo di trattamento delle scienze fu storico e critico al tempo stesso. Raccolse in una grande enciclopedia tutto ciò che era noto ai suoi tempi e poi espresse le sue opinioni, principalmente sotto forma di commentari sulle opere di Aristotele. Talvolta, tuttavia, era titubante e non espresse il suo pensiero, probabilmente perché temeva che le sue teorie, che per quel periodo erano piuttosto "avanzate", avrebbero potuto provocare disappunto e commenti non favorevoli. «Dicta peripateticorum, prout melius potui exposui: nec aliquis in eo potest deprehendere quid ego ipse sentiam in philosophia naturali» (De Animalibus, circa finem).
Nell'opera di Augusta Theodosia Drane, Scuole Cristiane e studiosi vi sono alcune interessanti osservazioni su «...alcuni pareri scientifici di Alberto che mostrano quanto egli dovette alle sue sagaci osservazioni dei fenomeni naturali, e in che misura era in anticipo rispetto alla sua epoca [...] Parlando delle isole britanniche, alludeva alla comune idea che esisteva nell'oceano occidentale un'altra isola -- Tile, o Thule --, inabitabile a causa del suo clima, ma che - affermava - forse non era ancora stata visitata dall'uomo». Alberto elaborò anche una dimostrazione della sfericità della terra; qualcuno ha anche sottolineato come le sue idee sull'argomento condussero, in seguito, alla scoperta dell'America.

### Alberto e la filosofia scolastica
Più importante dello sviluppo delle scienze fisiche fu la sua influenza sullo studio della filosofia e della teologia. Egli, più di chiunque dei grandi scolastici che precedettero Tommaso, diede alla filosofia ed alla teologia cristiana la forma e il metodo che, sostanzialmente, si sono conservati fino ai giorni nostri. Nel marcare il sentiero che fu seguito da altri, Alberto condivise la gloria di essere stato un pioniere con Alessandro di Hales († 1245), la cui Summa Theologiae fu il primo scritto, dopo tutte le opere di Aristotele, a diventare famoso a Parigi. La loro applicazione della metodologia e dei principi aristotelici per lo studio della dottrina rivelata funsero da base per il sistema scolastico, che postulava l'unione di ragione e fede. Dopo Averroè, Alberto fu il principale commentatore delle opere di Aristotele, i cui scritti studiò con la massima assiduità, ed i cui principi adottò per sistematizzare la teologia, che intendeva come esposizione scientifica e difesa della dottrina cristiana.
La scelta di Aristotele come maestro provocò forti opposizioni. I commentari ebraici ed arabi sulle opere del filosofo avevano originato tali e tanti errori nell'XI, XII e XIII secolo, che per alcuni anni (1210-1225) lo studio della metafisica e della fisica aristotelica furono vietati. Alberto, tuttavia, sapeva che Averroè, Pietro Abelardo, Amalrico di Bennes e altri avevano tratto false dottrine dagli scritti del filosofo; sapeva, inoltre, che sarebbe stato impossibile arginare la marea di entusiasmo a favore degli studi filosofici e così decise di purificare le opere di Aristotele da razionalismo, averroismo, panteismo ed altri errori e quindi mettere la filosofia pagana al servizio della causa della verità rivelata. In questo seguì l'insegnamento agostiniano (II De Doct. Christ., xl), che sosteneva che le verità trovate negli scritti dei filosofi pagani dovevano essere adottate dai difensori della fede, mentre le loro opinioni erronee dovevano essere abbandonate o spiegate in un senso cristiano. Tutte le scienze inferiori (naturali) avrebbero dovuto essere al servizio (ancillae) della teologia, che è la scienza superiore.
Contro il razionalismo di Abelardo e dei suoi seguaci, Alberto sottolineò la distinzione tra verità naturalmente conoscibile e misteri (la Trinità e l'Incarnazione), che non possono essere conosciuti senza la rivelazione. Scrisse due trattati contro l'averroismo, che distruggeva l'immortalità e le responsabilità individuali, insegnando che vi è una sola anima razionale per tutti gli uomini. Il panteismo, invece, fu confutato insieme all'averroismo quando la dottrina sugli Universali, il sistema noto come realismo moderato, fu accettata dai filosofi scolastici.
Sebbene seguace di Aristotele, Alberto non trascurò Platone. Scias quod non perficitur homo in philosophia, nisi scientia duarum philosophiarum, Aristotelis et Platonis. Per questo erravano quando dicevano che era solo la scimmia (simius) di Aristotele.
Nella conoscenza delle cose divine la fede precede la comprensione della Divina verità, l'autorità precede la ragione; ma nelle materie che possono essere naturalmente conosciute, un filosofo non dovrebbe assumere una posizione che non sia pronto a difendere con la ragione. La logica, secondo Alberto, era una preparazione all'insegnamento della filosofia come la ragione era il mezzo per passare attraverso ciò che è noto alla conoscenza dell'ignoto: Docens qualiter et per quae devenitur per notum ad ignoti notitiam.
La filosofia era sia contemplativa che pratica. La filosofia contemplativa abbraccia la fisica, la matematica, e la metafisica; la filosofia pratica (morale) è monastica (per l'individuo), domestica (per la famiglia), o politica (per lo stato e la società). Escludendo la fisica, gli autori moderni conservano ancora la vecchia divisione della filosofia scolastica in logica, metafisica (generale e speciale) ed etica.

### La teologia di Alberto
In teologia Alberto occupa un posto tra Pietro Lombardo, il magister sententiarum, e Tommaso d'Aquino. Nell'ordine sistematico, nella precisione e nella chiarezza superò il primo, ma fu inferiore al proprio illustre discepolo. La sua Summa Theologiae segnò un passo in avanti rispetto alla consuetudine del suo tempo sia sull'osservazione scientifica, sia nell'eliminazione delle questioni inutili, sia nella limitazione delle argomentazioni e obiezioni; rimanevano, tuttavia, molti degli impedimenta che Tommaso considerava sufficientemente importanti da richiedere un nuovo manuale di teologia a uso dei novizi (ad eruditionem incipientium), come il "Dottore Angelico" commentava nel prologo della sua Summa. La mente del Doctor Universalis era così pregna della conoscenza di molte cose che non poteva sempre adeguare le sue esposizioni della verità alle capacità dei novizi nella scienza della teologia. Quindi, addestrò e diresse un alunno che diede al mondo una concisa, chiara e perfettamente scientifica esposizione e difesa della dottrina cristiana. Fu proprio grazie agli indirizzi di Alberto che Tommaso scrisse la sua Summa Teologica.

### Alberto e la musica
Nel campo della musica Alberto Magno è conosciuto per il suo prezioso trattato sulla musica del suo tempo; molte delle sue osservazioni sono contenute nel suo commentario alla Poetica di Aristotele. Tra le altre cose, egli definisce ridicola l'idea della musica universale: egli afferma che è impossibile che il movimento degli astri generi un suono. Egli scrisse molto sulle proporzioni nella musica, e sui tre differenti livelli soggettivi con cui la musica liturgica può influire sull'animo umano: purificazione, illuminazione che porta alla contemplazione, e conoscenza della perfezione tramite contemplazione. Di particolare interesse per gli studiosi della musica del XX secolo il fatto che egli consideri il silenzio parte integrante della musica.

### Altri influssi
Alberto Magno influì notevolmente sulla mistica renana, su Mastro Eckhart e sulla scuola albertinista, formatasi nel XV secolo a Colonia.

## Alberto e Dante
Alberto è frequentemente citato da Dante Alighieri, che fece della dottrina della libera volontà il fondamento della propria etica. Egli lo pone col suo allievo prediletto san Tommaso d'Aquino tra gli "Spiriti sapienti" nella prima corona del quarto Cielo, quello del Sole.

## Riconoscimenti alla memoria
La piazza parigina di Maubert porta il nome del grande santo domenicano. Maubert deriva da Magnus Albert, Alberto il Grande, che, per la grande affluenza di studenti alle sue lezioni presso l'università francese, fu costretto a insegnare sulla pubblica piazza, che porta tuttora il suo nome.
Nel 1991 gli è stato dedicato un asteroide scoperto allora, 20006 Albertus Magnus.

### Opere in latino
- Alberti Magni e-corpus edizione delle opere latine in formato PDF
- Alberto Magno, De animalibus, Venetiis, impensa heredum quondam nobilis viri domini Octauiani Scoti ciuis Modoetiensis ac sociorum.
- Alberto Magno, Compendium theologicae veritatis, Venetiis, per Gabrielem grassis de papia, 1485.

### Traduzioni italiane
- Il bene, a cura di A. Tarabochia Canavero, Milano: Rusconi, 1987 (traduzione del Tractatus de natura boni ed estratti dal De bono: i trattati II, IV e V).
- L'unità dell'intelletto, a cura di A. Rodolfi, (testo latino a fronte), Milano: Bompiani, 2007.
- Tenebra luminosissima. Commento alla "Teologia mistica" di Dionigi l'Areopagita, a cura di G. Allegro e G. Russino, (testo latino a fronte), Palermo: Officina di Studi Medievali, 2007.
- Quaestio de prophetia. Visione, immaginazione e dono profetico, a cura di A. Rodolfi, (testo latino a fronte), Firenze: Edizioni del Galluzzo, 2009.
- La giustizia, a cura di A. Tarabochia Canavero, Piacenza: Nuova editrice Berti, 2012 (traduzione del De bono, trattato V).
- Quindici problemi, a cura di A. Rodolfi, (testo latino a fronte), Pisa: ETS, 2018.

### Studi
- Catholic Encyclopedia, Volume I. New York 1907, Robert Appleton Company. Nihil obstat, 1º marzo 1907. Remy Lafort, S.T.D., Censor. Imprimatur cardinale John Murphy Farley, Arcivescovo di New York.
- Alain de Libera, Introduzione alla mistica renana. Da Alberto Magno a Meister Eckhart, Milano, Jaca book, 1998.
  - Albert le Grand et la philosophie, Parigi Vrin, 1990.
  - Albert le Grand. Métaphysique et noétique, Parigi, Vrin, 2005.
- Resnick, Irven (ed.), A Companion to Albert the Great: Theology, Philosophy, and the Sciences, Leiden, Brill, 2013.
- Resnick, Irven e Kitchell Jr, Kenneth (eds.), Albert the Great: A Selective Annotated Bibliography, (1900-2000), Tempe, Arizona Center for Medieval and Renaissance Studies, 2004.
- Giuseppe Saitta, Alberto Magno in AA.VV., Enciclopedia Biografica Universale, Roma, Istituto Enciclopedia Italiana, 2006, pp. 254-258.
- Michel Schooyans, Bibliographie philosophique de Saint Albert le Grand (1931-1960), São Paulo [s.n.], 1961.
- James A. Weisheipl (a cura di), Alberto Magno e le scienze, Bologna, Edizioni Studio domenicano, 1994.
- Girolamo Wilms, Sant'Alberto Magno. Scienziato, filosofo e santo, Edizioni Studio Domenicano, Bologna, 1992.